# August Lentze

August Lentze (1911)

August Lentze (* 21. Oktober 1860 in Hamm (Westfalen); † 12. April 1945 in Werben (Spreewald)) war ein deutscher Kommunalbeamter und Finanzminister.

## Leben
Lentze war der Sohn des Rechtsanwalts, Notars und Justizrates Friedrich Lentze in Soest und dessen Ehefrau Clara geborene Schuchart. Er besuchte 1870 bis 1879 das Gymnasiums in Soest. Nach dem Abitur immatrikulierte er sich an der Eberhard Karls Universität Tübingen für Rechtswissenschaft. 1880 wurde er im Corps Borussia Tübingen aktiv. Als Inaktiver wechselte er an die Universität Leipzig, die  Friedrich-Wilhelms-Universität zu Berlin und die Georg-August-Universität Göttingen. Er wurde am 31. Juli 1882 in Göttingen promoviert und wurde anschließend 1881 Referendar und 1886 Gerichtsassessor. Bis 1889 war er bei den Preußischen Staatseisenbahnen Elberfeld tätig. Danach wurde er zum Stadtrat und zum stellvertretenden Bürgermeister in Gera gewählt. Vom 23. Oktober 1892 bis zum 19. Januar 1895 war er Mitglied im Landtag Reuß jüngerer Linie.
1894 folgte er dem Ruf als 1. Bürgermeister nach Mühlhausen/Thüringen. 1898 erhielt er dort den Titel eines Oberbürgermeisters. Noch im selben Jahr wurde er zum Oberbürgermeister von Barmen gewählt. Am 9. Juli 1889 heiratete er in Soest Anna Vielhaber (* 17. August 1865 in Bochum), die Tochter des Apothekers Hedo Carl Vielhaber in Soest.
1906 nahm er das Amt des Oberbürgermeisters von Magdeburg an. In seiner kurzen Amtszeit betrieb Lentze die Eingemeindung der Magdeburger Vororte Cracau, Fermersleben, Lemsdorf, Prester, Rothensee, Salbke und Westerhüsen. Um in der Zukunft die Infrastruktur Magdeburgs verbessern zu können, veranlasste er den Erwerb von Grund und Boden für ein künftiges Industriegelände im Norden Magdeburgs. Auf seine Initiative wurde der Industriehafen gebaut. Außerdem beschäftigte sich Lentze mit der Verbesserung der Trinkwasserversorgung Magdeburgs. Zu diesem Zweck ließ er Wasseruntersuchungen im Fiener Bruch vornehmen.
Bereits seit 1895 vertrat Lentze die Städte, die ihn zum Oberbürgermeister gewählt hatten, im Preußischen Herrenhaus. In seiner kommunalpolitischen Tätigkeit hatte er sich auch als Finanzexperte einen guten Ruf erworben, was die preußische Regierung veranlasste, Lentze 1910 zum Finanzminister Preußens zu berufen. Im selben Jahr wurde er wegen seiner Verdienste um die Stadt zum Ehrenbürger von Magdeburg ernannt. Finanzminister blieb Lentze bis August 1917.
Das Kabinett Stresemann II ernannte ihn im Oktober 1923 zum Präsidenten der neu gegründeten Deutschen Rentenbank, der er bis zur Machtübernahme der Nationalsozialisten 1933 vorstand. Parteipolitisch hatte sich Lentze in der Deutschen Volkspartei (DVP) engagiert.

## Ehrungen
- Lentzeplatz in Mühlhausen

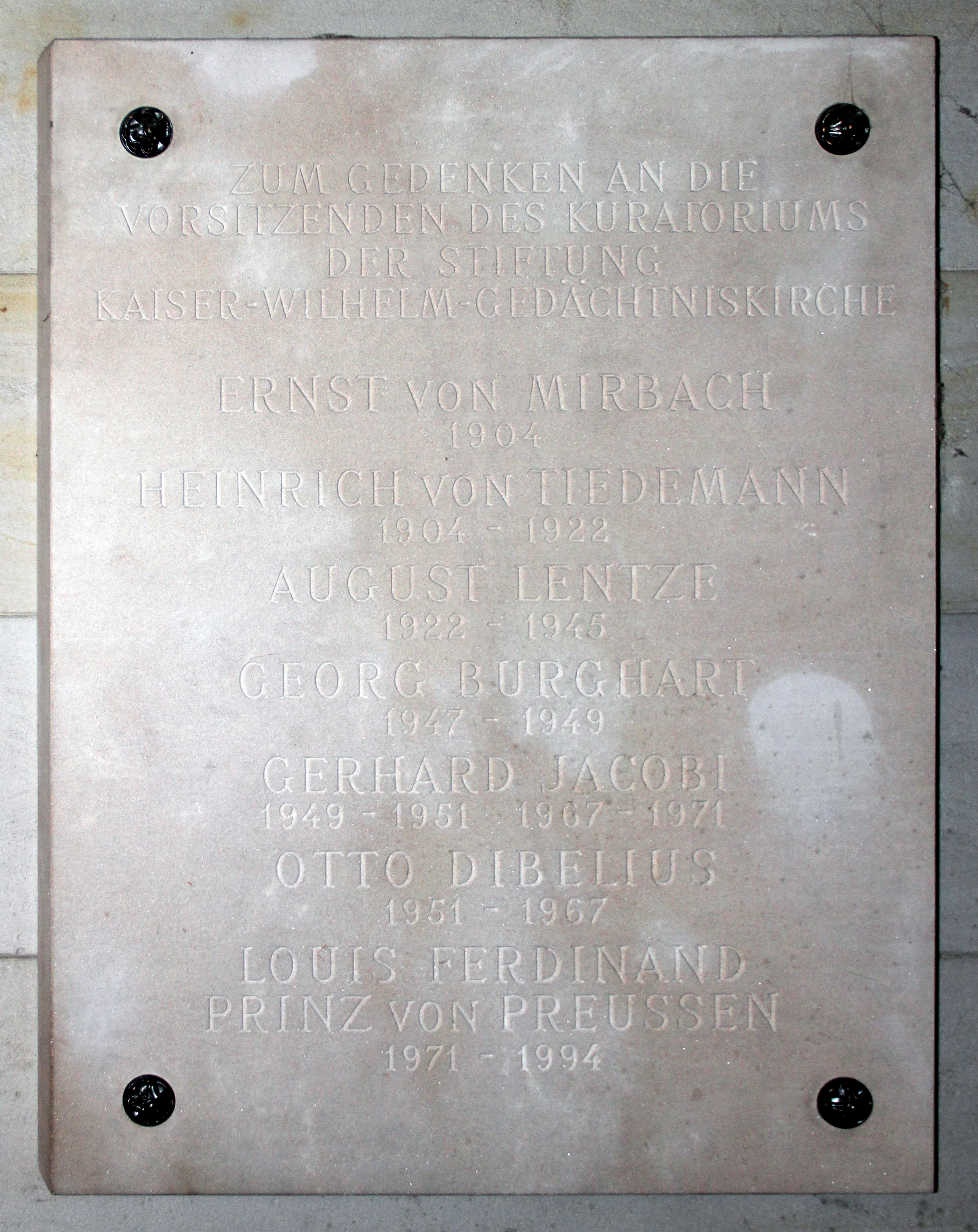
Gedenktafel an der Kaiser-Wilhelm-Gedächtniskirche

- Lentzeallee in Berlin, die zu Dahlem, Schmargendorf und Wilmersdorf gehört
- Gedenktafel an der Kaiser-Wilhelm-Gedächtniskirche
- 1910 wurde er zum Ehrenbürger von Magdeburg ernannt
- 1914 wurde er zum Ehrenbürger von Mühlhausen ernannt